# Ecliptica
Ecliptica je debutové studiové album finské powermetalové hudební skupiny Sonata Arctica. Vydáno bylo 4. září 1999 vydavatelstvím Spinefarm Records. Zpěvák a skladatel Tony Kakko se při psaní písní nechal ovlivnit především další finskou powermetalovou kapelou Stratovarius, vliv na něj podle jeho slov měla také skupina Queen.
V roce 2014 vyšla v rámci patnáctého výročí vydání desky reedice alba obsahující jako bonus coververzi písně „I Can't Dance“ od skupiny Genesis.

## Seznam skladeb
Všechny skladby napsal(i) Tony Kakko, není-li uvedeno jinak. 
| Pořadí         | Název                 | Délka |
| -------------- | --------------------- | ----- |
| 1.             | Blank File            | 4:05  |
| 2.             | My Land               | 4:36  |
| 3.             | 8th Commandment       | 3:41  |
| 4.             | Replica               | 4:55  |
| 5.             | Kingdom for a Heart   | 3:51  |
| 6.             | FullMoon              | 5:05  |
| 7.             | Letter to Dana        | 6:00  |
| 8.             | UnOpened              | 3:42  |
| 9.             | Picturing the Past    | 3:36  |
| 10.            | Destruction Preventer | 7:40  |
| 11.            | Mary-Lou (bonus)      | 4:30  |
| Celková délka: | Celková délka:        | 51:41 |

| bonus v reedici z roku 2014 | bonus v reedici z roku 2014   | bonus v reedici z roku 2014               | bonus v reedici z roku 2014 |
| Pořadí                      | Název                         | Autor                                     | Délka                       |
| --------------------------- | ----------------------------- | ----------------------------------------- | --------------------------- |
| 12.                         | I Can't Dance (Genesis cover) | Tony Banks, Phil Collins, Mike Rutherford | 3:52                        |

## Obsazení
- Tony Kakko – zpěv, klávesy
- Jani Liimatainen – kytara
- Janne Kivilahti – baskytara
- Tommy Portimo – bicí

Hosté
- Raisa Aine – flétna

### Obsazení na reedici z roku 2014
- Tony Kakko – zpěv
- Elias Viljanen – kytara
- Pasi Kauppinen – baskytara
- Henrik Klingenberg – klávesy
- Tommy Portimo – bicí